# Altay Bayındır
Altay Bayındır (sinh ngày 14 tháng 4 năm 1998) là một cầu thủ bóng đá chuyên nghiệp người Thổ Nhĩ Kỳ hiện đang thi đấu ở vị trí thủ môn cho câu lạc bộ Premier League Manchester United và đội tuyển bóng đá quốc gia Thổ Nhĩ Kỳ.

## Sự nghiệp câu lạc bộ

### Ankaragücü
Bayındır bắt đầu sự nghiệp bóng đá cấp câu lạc bộ vào năm 2007 ở vị trí hậu vệ ở đội trẻ của Bursaspor và sau đó chơi cho đội trẻ của các câu lạc bộ Bursa Yolspor, TSE Arabayatağı SK và MKE Ankaragücü, nơi anh chuyển sang vị trí thủ môn. Vào tháng 2 năm 2015, anh ký hợp đồng chuyên nghiệp với đội bóng thủ đô Ankaragücü và ra sân lẻ tẻ với tư cách là thủ môn dự bị.
Với câu lạc bộ này, anh đã giành được chức vô địch giải hạng ba Thổ Nhĩ Kỳ (TFF 2. Lig) vào tháng 4 năm 2017 và do đó được thăng hạng trực tiếp lên giải hạng hai Thổ Nhĩ Kỳ (TFF 1. Lig). Sau khi mùa giải 2017–18 kết thúc, anh và câu lạc bộ của mình là á quân giải hạng hai Thổ Nhĩ Kỳ và được thăng hạng trực tiếp lên Süper Lig. Ban đầu trong mùa giải Süper Lig 2018–19, anh là thủ môn dự bị. Cuối tháng 11 năm 2018, anh chơi trận ra mắt Süper Lig trước Çaykur Rizespor. Trong suốt mùa giải đó, anh được thăng chức thủ môn và một lần làm đội trưởng ở tuổi 20. Hơn nữa, với tư cách là thủ môn chính của đội, anh đã giúp đội trụ hạng ở Süper Lig.

### Fenerbahçe
Vào ngày 8 tháng 7 năm 2019, Bayındır gia nhập Fenerbahçe theo hợp đồng 4 năm. Bayındır trở thành lựa chọn số một trong vị trí thủ môn trước đồng đội Harun Tekin. Vào ngày 19 tháng 8 năm 2019, anh có trận ra mắt cho Fenerbahçe trong chiến thắng 5–0 trước Gaziantep tại Sân vận động Şükrü Saracoğlu.
Vào ngày 3 tháng 10 năm 2020, Bayındır cản phá được một quả phạt đền từ Erik Sabo trong chiến thắng 2–1 của Fenerbahçe trước Fatih Karagümrük. Vào ngày 6 tháng 12 năm 2020, anh cản phá được một quả phạt đền khác từ Radosław Murawski trong trận chiến thắng 2–0 của Fenerbahçe trước Denizlispor. Anh đã thực hiện tổng cộng bảy pha cứu thua trong trận đấu này, trong đó Fenerbahçe chỉ còn 10 người sau khi Serdar Aziz bị đuổi khỏi sân.
Vào ngày 30 tháng 10 năm 2021, trong trận thua 2–1 trên sân khách trước Konyaspor, Bayındır bị thương trong một pha va chạm với Serdar Gürler ở phút thứ 69. Vì thế, anh phải rời sân và được thay thế bởi Berke Özer. Sau vụ va chạm này, anh phải trải qua quá trình điều trị khiến anh phải nghỉ thi đấu trong khoảng ba tháng.
Vào ngày 18 tháng 3 năm 2023, Bayındır gia hạn hợp đồng cho đến năm 2027. Vào ngày 17 tháng 4 năm 2023, thoát vị của anh được phẫu thuật.

### Manchester United
Vào ngày 1 tháng 9 năm 2023, Altay Bayındır gia nhập Manchester United với mức phí chuyển nhượng là 4,3 triệu bảng và ký hợp đồng 4 năm kèm điều khoản gia hạn thêm một mùa giải. Sau khi ký hợp đồng với Manchester United, anh là cầu thủ người Thổ Nhĩ Kỳ đầu tiên chơi cho câu lạc bộ bóng đá này. Anh ra mắt cho Manchester United vào ngày 28 tháng 1 năm 2024 trong chiến thắng 4–2 trên sân khách trước Newport County ở FA Cup và trở thành cầu thủ người Thổ Nhĩ Kỳ đầu tiên ra sân cho Manchester United.

## Sự nghiệp quốc tế
Bayındır bắt đầu sự nghiệp ở đội tuyển quốc gia vào tháng 8 năm 2014 với đội tuyển U-17 quốc gia Thổ Nhĩ Kỳ. Sau đó, anh ra sân cho các đội tuyển U-19 quốc gia và các đội trẻ khác lên đến cấp độ U-21. Vào tháng 5 năm 2018, anh được triệu tập vào đội tuyển U-20 quốc gia Thổ Nhĩ Kỳ để tham dự giải đấu Maurice Revello. Trong giải đấu này, Bayındır đã góp phần vào chiến thắng trong loạt sút luân lưu ở trận tranh hạng ba khi anh cản phá một quả phạt đền của đội U-21 Scotland.
Vào tháng 11 năm 2019, ở tuổi 21, Bayındır lần đầu tiên được gọi vào đội tuyển quốc gia Thổ Nhĩ Kỳ để thay thế cho thủ môn dự bị bị chấn thương Gökhan Akkan cho vòng loại UEFA Euro 2020. Vào tháng 5 năm 2021, anh có trận ra mắt cho đội tuyển quốc gia trước Azerbaijan. Vào tháng 6 năm 2021, anh có tên trong danh sách đội hình cuối cùng của đội tuyển quốc gia Thổ Nhĩ Kỳ tham dự Giải vô địch bóng đá châu Âu 2021. Trong suốt giải đấu này, anh không được sử dụng ở bất kỳ một trận nào.

## Thống kê sự nghiệp

### Câu lạc bộ
Tính đến  28 tháng 1 năm 2024
| Câu lạc bộ          | Mùa giải            | Giải vô địch        | Giải vô địch | Giải vô địch | Cúp quốc gia | Cúp quốc gia | Cúp Liên đoàn | Cúp Liên đoàn | Châu lục | Châu lục | Khác | Khác | Tổng cộng | Tổng cộng |
| Câu lạc bộ          | Mùa giải            | Hạng đấu            | Trận         | Bàn          | Trận         | Bàn          | Trận          | Bàn           | Trận     | Bàn      | Trận | Bàn  | Trận      | Bàn       |
| ------------------- | ------------------- | ------------------- | ------------ | ------------ | ------------ | ------------ | ------------- | ------------- | -------- | -------- | ---- | ---- | --------- | --------- |
| Ankaragücü          | 2015–16             | TFF 2. Lig          | 2            | 0            | 0            | 0            | —             | —             | —        | —        | —    | —    | 2         | 0         |
| Ankaragücü          | 2016–17             | TFF 2. Lig          | 1            | 0            | 0            | 0            | —             | —             | —        | —        | —    | —    | 1         | 0         |
| Ankaragücü          | 2017–18             | TFF 1. Lig          | 8            | 0            | 1            | 0            | —             | —             | —        | —        | —    | —    | 9         | 0         |
| Ankaragücü          | 2018–19             | Süper Lig           | 17           | 0            | 2            | 0            | —             | —             | —        | —        | —    | —    | 19        | 0         |
| Ankaragücü          | Tổng cộng           | Tổng cộng           | 28           | 0            | 3            | 0            | —             | —             | —        | —        | —    | —    | 31        | 0         |
| Fenerbahçe          | 2019–20             | Süper Lig           | 32           | 0            | 3            | 0            | —             | —             | —        | —        | —    | —    | 35        | 0         |
| Fenerbahçe          | 2020–21             | Süper Lig           | 33           | 0            | 2            | 0            | —             | —             | —        | —        | —    | —    | 35        | 0         |
| Fenerbahçe          | 2021–22             | Süper Lig           | 24           | 0            | 0            | 0            | —             | —             | 7        | 0        | —    | —    | 31        | 0         |
| Fenerbahçe          | 2022–23             | Süper Lig           | 26           | 0            | 1            | 0            | —             | —             | 13       | 0        | —    | —    | 40        | 0         |
| Fenerbahçe          | 2023–24             | Süper Lig           | 1            | 0            | 0            | 0            | —             | —             | 3        | 0        | —    | —    | 4         | 0         |
| Fenerbahçe          | Tổng cộng           | Tổng cộng           | 116          | 0            | 6            | 0            | —             | —             | 23       | 0        | —    | —    | 145       | 0         |
| Manchester United   | 2023–24             | Premier League      | 0            | 0            | 1            | 0            | 0             | 0             | 0        | 0        | —    | —    | 1         | 0         |
| Tổng cộng sự nghiệp | Tổng cộng sự nghiệp | Tổng cộng sự nghiệp | 144          | 0            | 10           | 0            | 0             | 0             | 23       | 0        | 0    | 0    | 177       | 0         |

1. ↑  Bao gồm Cúp bóng đá Thổ Nhĩ Kỳ và FA Cup
2. ↑  Bao gồm EFL Cup
3. ↑  Năm lần ra sân tại UEFA Europa League, hai lần ra sân tại UEFA Europa Conference League
4. ↑  Ra sân hai lần tại UEFA Champions League, 11 lần ra sân UEFA Europa League
5. ↑  Ra sân tại UEFA Europa Conference League

### Quốc tế
Tính đến 4 tháng 6 năm 2024
| Đội tuyển quốc gia | Năm       | Trận | Bàn |
| ------------------ | --------- | ---- | --- |
| Thổ Nhĩ Kỳ         | 2021      | 2    | 0   |
| Thổ Nhĩ Kỳ         | 2022      | 3    | 0   |
| Thổ Nhĩ Kỳ         | 2023      | 3    | 0   |
| Thổ Nhĩ Kỳ         | 2024      | 1    | 0   |
| Tổng cộng          | Tổng cộng | 9    | 0   |

## Danh hiệu

### Câu lạc bộ

#### Ankaragücü
- TFF 2. Lig: 2016–17

#### Fenerbahçe
- Cúp bóng đá Thổ Nhĩ Kỳ: 2022–23[23]

#### Manchester United
- FA Cup: 2023–24[24]